# 뮤턴트: 다크 에이지
《뮤턴트: 다크 에이지》(Mutant Chronicles)는 미국에서 제작된 사이몬 헌터 감독의 2008년 액션, 모험, SF 영화이다. 토마스 제인 등이 주연으로 출연하였고 에드워드 R. 프레스만 등이 제작에 참여하였다.

## 출연

### 주연
- 토마스 제인
- 론 펄먼

### 조연
- 데본 아오키
- 존 말코비치
- 숀 퍼트위
- 슈어나 맥도널드
- 벤노 퓨어만
- 로저 애쉬톤 그리피스

## 기타
- 미술: 캐롤라인 그레빌 모리스
- 의상: 이브 배리
- 배역: 앤드리아 클락
- 배역: 제레미 지머먼